# Остролодочник чуйский
Остролодочник чуйский (лат. Oxytropis tschujae) — вид растений рода Остролодочник (Oxytropis) семейства Бобовые (Fabaceae), растущий на каменистых и щебнистых склонах в высокогорьях. Алтае-Саянский эндемик.

## Ботаническое описание
Растение приземистое, дернистое, шелковистое от опушения, позднее зелёное. Цветоносы равны листьям или немного длиннее, с белыми прижатыми и оттопыренными волосками. Прилистники плёнчатые, высоко сросшиеся между собой и с черешком, с одной жилкой, вверху ланцетные, с редкими прижатыми волосками, по краю с ресничками. Листочки в числе 6—13 пар, продолговато-яйцевидные или ланцетные, с обеих сторон сероватые от прижатого опушения, позднее почти зелёные.
Кисти почти зонтиковидные, с 3—6 цветками. Прицветники короче чашечки, линейно-ланцетные, с чёрными и белыми волосками. Чашечка трубчато-колокольчатая, мохнатая от длинных чёрных и белых волосков, с линейно-ланцетными зубцами, по длине равными трубке или почти вдвое короче. Венчик фиолетовый. Флаг 13—17 мм длиной, широкояйцевидный, с выемкой на верхушке. Остроконечие лодочки около 1 мм длиной. Бобы яйцевидные, с мелкими белыми и чёрными волосками, с широкой брюшной перегородкой. 2n=16, 32.

## Охрана
Вид включён в Красную книгу России и в Красные книги Алтайского и Красноярского краёв, республик Тыва и Хакасия.